# Futsal-Regionalliga Süd 2017/18
Die Saison 2017/18 war die dritte Spielzeit der Futsal-Regionalliga Süd als höchste deutsche Spielklasse im Futsal der Männer. Sie begann am 16. September 2017 und endete am 3. März 2018. Der Meister TSV Weilimdorf nahm an der Endrunde um die Deutsche Futsal-Meisterschaft teil, die in Turnierform ausgetragen wurde. Der Vizemeister und Titelverteidiger SSV Jahn Regensburg konnte sich für die Vorrunde qualifizieren. Der SV Darmstadt 98 und Lavin Stockstadt steigen ab.

## Statistiken

### Tabelle
| Pl.               | Verein                  | Sp. | S  | U | N  | Tore    | Diff. | Punkte |
| ----------------- | ----------------------- | --- | -- | - | -- | ------- | ----- | ------ |
| 1.                | TSV Weilimdorf          | 18  | 17 | 1 | 0  | 193:290 | +164  | 52     |
| 2.                | SSV Jahn Regensburg (M) | 18  | 15 | 1 | 2  | 133:300 | +103  | 46     |
| 3.                | BaKi Futsal Nürnberg    | 18  | 11 | 2 | 5  | 101:810 | +20   | 35     |
| 4.                | FC Deisenhofen (N)      | 18  | 11 | 0 | 7  | 125:930 | +32   | 33     |
| 5.                | TV Wackersdorf          | 18  | 9  | 1 | 8  | 087:870 | ±0    | 28     |
| 6.                | Germania Ober-Roden     | 18  | 6  | 3 | 9  | 087:970 | −10   | 21     |
| 7.                | Villalobos Karlsruhe    | 18  | 6  | 1 | 11 | 072:103 | −31   | 19     |
| 8.                | FC Portus Pforzheim     | 18  | 5  | 2 | 11 | 084:125 | −41   | 17     |
| 9.                | Lavin Stockstadt        | 18  | 4  | 1 | 13 | 073:209 | −136  | 13     |
| 10.               | SV Darmstadt 98         | 18  | 0  | 0 | 18 | 041:142 | −101  | 0      |
| Stand: Saisonende |                         |     |    |   |    |         |       |        |

| Zum Saisonende 2017/18: |                                                                  |
|                         |                                                                  |
|                         | Meister und Teilnahme an der Deutschen Futsal-Meisterschaft 2018 |
|                         | Qualifikation für die Deutsche Futsal-Meisterschaft 2018         |
|                         | Abstieg                                                          |
|                         |                                                                  |
| Zum Saisonende 2016/17: |                                                                  |
| (M)                     | Süddeutscher Futsal-Meister 2016/17: SSV Jahn Futsal             |
| (N)                     | Aufsteiger: FC Deisenhofen                                       |

### Kreuztabelle
Die Kreuztabelle stellt die Ergebnisse aller Spiele dieser Saison dar. Die Heimmannschaft ist in der linken Spalte, die Gastmannschaft in der oberen Zeile aufgelistet.
| 2017/18              | TSV Weilimdorf | SSV Jahn Regensburg | BKN  | FCD  | TV Wackersdorf | Germania Ober-Roden | VKA  |      | LST  | SV Darmstadt 98 |
| -------------------- | -------------- | ------------------- | ---- | ---- | -------------- | ------------------- | ---- | ---- | ---- | --------------- |
| TSV Weilimdorf       |                | 3:1                 | 10:2 | 7:1  | 15:1           | 9:1                 | 13:1 | 14:2 | 25:0 | 22:0            |
| SSV Jahn Regensburg  | 2:2            |                     | 6:2  | 8:2  | 4:1            | 16:1                | 13:5 | 5:0* | 5:0* | 11:1            |
| BaKi Futsal Nürnberg | 2:10           | 1:4                 |      | 3:9  | 6:3            | 4:3                 | 10:3 | 8:6  | 14:2 | 4:2             |
| FC Deisenhofen       | 5:6            | 5:2                 | 4:6  |      | 7:2            | 5:4                 | 8:2  | 8:3  | 26:3 | 7:3             |
| TV Wackersdorf       | 3:10           | 2:6                 | 1:4  | 6:5  |                | 7:3                 | 9:1  | 13:7 | 10:2 | 5:0*            |
| Germania Ober-Roden  | 2:7            | 2:3                 | 6:6  | 10:6 | 3:7            |                     | 6:7  | 5:0* | 7:7  | 8:2             |
| Villalobos Karlsruhe | 1:5            | 1:7                 | 4:6  | 3:4  | 5:0*           | 3:3                 |      | 7:4  | 7:2  | 9:2             |
| FC Portus Pforzheim  | 0:11           | 0:10                | 5:5  | 4:10 | 4:4            | 1:4                 | 4:2  |      | 15:4 | 6:4             |
| Lavin Stockstadt     | 3:20           | 0:21                | 2:12 | 18:6 | 3:9            | 3:10                | 5:2  | 8:12 |      | 5:4             |
| SV Darmstadt 98      | 2:4            | 2:9                 | 1:6  | 3:7  | 2:4            | 4:9                 | 2:9  | 3:11 | 4:6  |                 |
| Stand: Saisonende    |                |                     |      |      |                |                     |      |      |      |                 |

* Spiel wurde am grünen Tisch mit 5:0 gewertet

## Rekordspieler
Rekordtorschütze mit 48 Toren ist Josip Sesar vom TSV Weilimdorf.